# Шарипкулово
Шарипкулово (баш. Шәрипҡол) — деревня в Кармаскалинском районе Башкортостана, входит в состав Карламанского сельсовета.

## История
Основана в конце XIX в. башкирами д. Мурзино Дуван-Табынской волости Ногайской дороги на собственных землях под названием Маломурзаево. Занимались скотоводством, земледелием, лесными промыслами. В 1906 г. в Ново-Мурзине (Шарипкулове) зафиксированы мечеть, бакалейная лавка. С 1920-х гг. — современное название.

## Население
В 1795 г. в 24 дворах проживало 114 чел., в 1865 г. в 25 дворах — 135 человек, в 1906 г. — 164 чел.; 1920 г. — 291 чел.; 1939 г. — 388 чел.; 1959 г. — 357 чел.; 1989 г. — 397 чел.; 2002 г. — 435 человек.
| 2002 | 2009 | 2010 |
| ---- | ---- | ---- |
| 435  | ↘405 | ↘403 |

Национальный состав
Согласно переписи 2002 года, преобладающая национальность — башкиры (99 %).

## Географическое положение
Расположена на реке Кирзюн (бассейн реки Белой).
Расстояние до:
- районного центра (Кармаскалы): 7 км,
- центра сельсовета (Улукулево): 8 км,
- ближайшей ж/д станции (Карламан): 8 км.

## Трудовая деятельность
Издревле занимались скотоводством, земледелием, лесными промыслами. Население занято в крестьянском (фермерском) хозяйстве «Уныш».

## Культура
Есть средняя школа, фельдшерско-акушерский пункт, клуб.

## Религия
Ислам 
- Мечеть[6]